# 法蘭西斯平腹脂鯉
法蘭西斯平腹脂鯉，為輻鰭魚綱脂鯉目脂鯉亞目脂鯉科的其中一個種。分布於南美洲聖弗朗西斯科河流域，體長可達4.2公分，棲息在底中層水域，生活習性不明。